# بالسام (کارولینای شمالی)
بالسام (به انگلیسی: Balsam) یک منطقهٔ مسکونی در ایالات متحده آمریکا است که در شهرستان جکسون، کارولینای شمالی واقع شده‌است. بالسام ۴۹ نفر جمعیت دارد و ۱٬۰۰۸ متر بالاتر از سطح دریا واقع شده‌است.